# Mark Eaton (cestista)
Mark E. Eaton (Inglewood, 24 gennaio 1957 – Park City, 28 maggio 2021) è stato un cestista statunitense, professionista nella NBA.
Detentore della più alta media di stoppate a partita (3,50), fu per quattro stagioni il miglior stoppatore stagionale, nonché due volte difensore dell'anno. Nel 1985 realizzò il record di stoppate (456) e di media di stoppate (5,56) in una stagione.

## Caratteristiche tecniche
(Cliff Levingston)
Alto 224 cm metri per circa 125 kg di peso, fu un centro molto fisico ed è uno dei giocatori più alti ad aver giocato in NBA; abile nella difesa in post basso, è ricordato come uno dei migliori centri difensivi. Il suo marchio di fabbrica era la stoppata: la sua presenza sotto il tabellone rendeva un azzardo tiro da breve distanza, forzando gli avversari a un gioco perimetrale. Pur essendo dotato di un pregevole gancio, i suoi movimenti offensivi erano piuttosto limitati, ma non mancava di aiutare i suoi compagni specie portando blocchi granitici.

## Carriera
Nato e cresciuto nella California del sud, si avvicinò allo sport inizialmente tramite la pallanuoto. Convertitosi al basket, dapprima disputò al college delle buone annate da junior, ma quando si trasferì alla più prestigiosa UCLA il suo spazio in squadra si rivelò pressoché inesistente con 42 minuti giocati in totale in due anni di college.
Al Draft del 1982 fu scelto al 4º giro di chiamate dagli Utah Jazz (ancora privi di un centro autorevole), che intravidero un certo talento difensivo. Nella sua terza stagione superò la quota dei 30 minuti di gioco a partita, segnando i suoi massimi di carriera in media di punti (9,68), assist (1,51), rimbalzi (11,30), stoppate (5,56), percentuale ai tiri liberi (71,16%), triple doppie (4) e partite giocate (82), aggiudicandosi il titolo di miglior stoppatore della lega (che ottenne anche nel 1984, 1987 e 1988) e di miglior difensore, che ripeté nel 1989.
Con gli Utah Jazz, che pure disponevano di  John Stockton e Karl Malone, giocò 10 playoff, quattro semifinali e una finale di Conference nel 1992.
Si ritirò dall'NBA nel 1993.

## Morte
Morì per un incidente in bici nella città di Park City il 28 maggio 2021, all'età di 64 anni.

## Statistiche
| * | Primo nella lega |
| * | Record           |

### NCAA
| Anno      | Squadra     | PG | PT | MP  | TC%  | 3P% | TL%  | RP  | AP | PRP | SP | PP  |
| --------- | ----------- | -- | -- | --- | ---- | --- | ---- | --- | -- | --- | -- | --- |
| 1980-1981 | UCLA Bruins | 19 | -  | 8,2 | 45,9 | -   | 29,4 | 2,6 | -  | -   | -  | 2,1 |
| 1981-1982 | UCLA Bruins | 11 | -  | 3,7 | 41,7 | -   | 80,0 | 2,0 | -  | -   | -  | 1,3 |
| Carriera  | Carriera    | 30 | -  | 6,5 | 44,9 | -   | 40,9 | 2,4 | -  | -   | -  | 1,8 |

### NBA

#### Regular Season
| Anno      | Squadra   | PG  | PT  | MP   | TC%  | 3P% | TL%  | RP   | AP  | PRP | SP   | PP  |
| --------- | --------- | --- | --- | ---- | ---- | --- | ---- | ---- | --- | --- | ---- | --- |
| 1982-1983 | Utah Jazz | 81  | 32  | 18,9 | 41,4 | 0,0 | 65,6 | 5,7  | 1,4 | 0,3 | 3,4  | 4,3 |
| 1983-1984 | Utah Jazz | 82  | 78  | 26,1 | 46,6 | 0,0 | 59,3 | 7,3  | 1,4 | 0,3 | 4,3* | 5,6 |
| 1984-1985 | Utah Jazz | 82  | 82  | 34,3 | 44,9 | -   | 71,2 | 11,3 | 1,5 | 0,4 | 5,6* | 9,7 |
| 1985-1986 | Utah Jazz | 80  | 80  | 31,9 | 47,0 | -   | 60,4 | 8,4  | 1,3 | 0,4 | 4,6  | 8,5 |
| 1986-1987 | Utah Jazz | 79  | 79  | 31,7 | 40,0 | -   | 65,7 | 8,8  | 1,3 | 0,5 | 4,1* | 7,7 |
| 1987-1988 | Utah Jazz | 82  | 82  | 33,3 | 41,8 | -   | 62,3 | 8,7  | 0,7 | 0,5 | 3,7* | 7,0 |
| 1988-1989 | Utah Jazz | 82  | 82  | 35,5 | 46,2 | -   | 66,0 | 10,3 | 1,0 | 0,5 | 3,8  | 6,2 |
| 1989-1990 | Utah Jazz | 82  | 82  | 27,8 | 52,7 | -   | 66,9 | 7,3  | 0,5 | 0,4 | 2,5  | 4,8 |
| 1990-1991 | Utah Jazz | 80  | 80  | 32,3 | 57,9 | -   | 63,4 | 8,3  | 0,6 | 0,5 | 2,4  | 5,1 |
| 1991-1992 | Utah Jazz | 81  | 81  | 25,0 | 44,6 | -   | 59,8 | 6,1  | 0,5 | 0,4 | 2,5  | 3,3 |
| 1992-1993 | Utah Jazz | 64  | 57  | 17,3 | 54,6 | -   | 70,0 | 4,1  | 0,3 | 0,3 | 1,2  | 2,8 |
| Carriera  | Carriera  | 875 | 815 | 28,8 | 45,8 | 0,0 | 64,9 | 7,9  | 1,0 | 0,4 | 3,5* | 6,0 |
| All-Star  | All-Star  | 1   | 0   | 9,0  | -    | -   | -    | 5,0  | 0,0 | 0,0 | 2,0  | 0,0 |

#### Play-off
| Anno     | Squadra   | PG | PT | MP   | TC%  | 3P% | TL%  | RP   | AP  | PRP | SP   | PP   |
| -------- | --------- | -- | -- | ---- | ---- | --- | ---- | ---- | --- | --- | ---- | ---- |
| 1984     | Utah Jazz | 11 |    | 23,1 | 51,2 | -   | 47,1 | 6,9  | 0,8 | 0.5 | 4.3* | 4,5  |
| 1985     | Utah Jazz | 5  | 5  | 31,6 | 35,3 | -   | 71,4 | 9,0  | 1,0 | 0,8 | 5,8* | 5,8  |
| 1986     | Utah Jazz | 4  | 4  | 39,3 | 49,1 | -   | 66,7 | 9,0  | 2,5 | 0,3 | 4,5  | 14,5 |
| 1987     | Utah Jazz | 5  | 5  | 38,6 | 46,3 | -   | 64,0 | 11,0 | 0,6 | 0,2 | 4,2  | 10,8 |
| 1988     | Utah Jazz | 11 | 11 | 41,9 | 47,7 | -   | 63,9 | 9,4  | 1,2 | 1,1 | 3,1  | 7,7  |
| 1989     | Utah Jazz | 3  | 3  | 33,0 | 47,1 | -   | 81,8 | 11,0 | 0,3 | 0,3 | 0,7  | 8,3  |
| 1990     | Utah Jazz | 5  | 5  | 25,6 | 52,9 | -   | 20,0 | 6,0  | 0,0 | 0,6 | 2,8  | 3,8  |
| 1991     | Utah Jazz | 9  | 9  | 28,3 | 51,6 | -   | 58,3 | 6,2  | 0,6 | 0,1 | 1,4  | 4,3  |
| 1992     | Utah Jazz | 16 | 16 | 29,6 | 56,5 | -   | 77,8 | 5,6  | 0,3 | 0,4 | 2,3  | 4,6  |
| 1993     | Utah Jazz | 5  | 5  | 23,4 | 52,6 | -   | 50,0 | 6,6  | 0,4 | 0,0 | 1,8  | 4,4  |
| Carriera | Carriera  | 74 | 63 | 31   | 48,9 | -   | 63,9 | 7,5  | 0,7 | 0,5 | 2,8  | 6,0  |

#### Massimi in carriera
- Massimo di punti: 20 (3 volte)[5]
- Massimo di rimbalzi: 25 (2 volte)
- Massimo di assist: 7 (3 volte)
- Massimo di palle rubate: 3 (9 volte)
- Massimo di stoppate: 14 vs San Antonio Spurs (18 febbraio 1989)
- Massimo di minuti giocati: 47 vs Los Angeles Lakers (13 maggio 1988)

## Palmarès
- NBA Defensive Player of the Year Award: 2

1985, 1989
- Miglior stoppatore stagionale NBA: 4 (record condiviso con Kareem Abdul-Jabbar e Marcus Camby)

1984, 1985, 1987, 1988
- NBA All-Star Game : 1
  - 1989
- NBA All-Defensive Team: 5 
  - First Team: 1985, 1986, 1989
  - Second Team: 1987, 1988
- 1 volta maggior numero di rimbalzi difensivi in stagione NBA

### Record
- Miglior media stoppate per partita stagionale: 5,56 (1985)[6]
- Maggior numero di stoppate in una stagione: 456 (1985)[7]
- Miglior media di stoppate per partita di sempre NBA: 3,50[2]
- Detentore del record di stoppate in una singola partita di Playoff NBA (10 stoppate) (record condiviso con Hakeem Olajuwon e Andrew Bynum)
- Quarto miglior stoppatore di sempre NBA (5° sommando NBA e ABA)